# Polanowice (województwo małopolskie)
Polanowice – wieś w Polsce, położona w województwie małopolskim, w powiecie krakowskim, w gminie Słomniki.
W 1595 roku wieś położona w powiecie proszowskim województwa krakowskiego była własnością wojewody kijowskiego Konstantego Wasyla Ostrogskiego. W latach 1975–1998 miejscowość położona była w województwie krakowskim. Integralna część miejscowości: Rędziny.

Polanowice znajdują się ok. 25 km na północny wschód od Krakowa (dojazd DK 7).
Miejscowość znajduje się na odnowionej trasie Małopolskiej Drogi św. Jakuba z Sandomierza do Tyńca, która to jest odzwierciedleniem dawnej średniowiecznej drogi do Santiago de Compostela.

## Toponimia
Nazwa wsi wywodzi się prawdopodobnie od pól, polany lub kilku polan w lesie.

## Integralne części wsi
| SIMC    | Nazwa   | Rodzaj    |
| ------- | ------- | --------- |
| 0336237 | Rędziny | część wsi |

## Historia
Pierwsza wzmianka o Polanowicach pochodzi z 1224 roku. Miały one być gniazdem rodowym Bieńka Polanowicza. W 1536 r. Jadwiga Pernus kupiła je od Michała Polanowskiego. Przypuszcza się, że wieś powstała przy folwarku. W 1945 r. po reformie rolnej dokonano podziału gruntów dworskich, podział ten panuje do chwili obecnej. Zmienił się obraz wsi nastąpiło inne usytuowanie gospodarstw rolnych, ziemie otrzymali bezrolni mieszkańcy folwarku oraz służba dworska, w następstwie czego powstało wiele nowych gospodarstw na Zaborzu i cała tzw. Kolonia Polanowice. Najstarsze istniejące domy we wsi (drewniane, kryte strzechą) mają 100–150 lat.

## Informacje ogólne
26 września 2005 r. wieś Polanowice liczyła 687 mieszkańców mieszkających w 142 budynkach mieszkalnych. Wieś zajmuje powierzchnię 507,87 ha. Na 1 km² wsi przypada 135,27 mieszkańców.

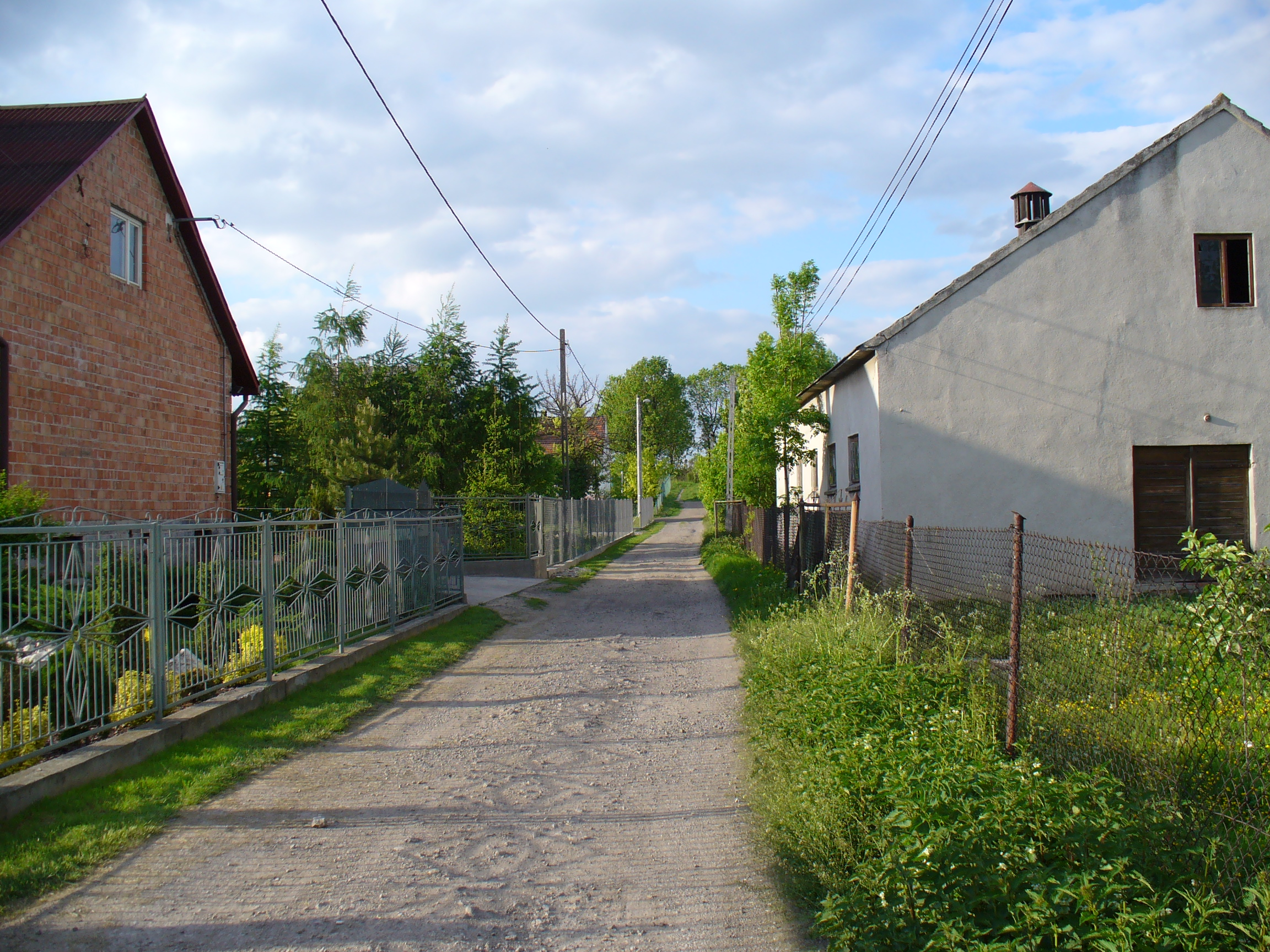
Droga do szkoły

Wieś ma charakter typowo rolniczy, głównie uprawa czosnku oraz zbóż, ziemniaków, itp. Na terenie wsi zarejestrowanych jest 51 podmiotów gospodarczych.
Wieś posiada wodociąg, jednak brak jest obecnie sieci kanalizacyjnej i gazowej.
Drogi gminne (lokalne i dojazdowe) – 9,43 km, drogi powiatowe – 2,26 km.
W Polanowicach znajdowała się Publiczna Szkoła Podstawowa, do której w roku szkolnym 2005/2006 uczęszczało 22 uczniów w klasach 0–3.

## Sport
We wsi od 1970 działa LKS Polanowice. Klub posiada dwie sekcje piłkarskie. Początkowo rozgrywał swoje mecze na boiskach innych klubów z gminy Słomniki, w Prandocinie i Niedźwiedziu. W 1999 powstał Komitet Budowy Stadionu Sportowego. Stadion otwarty w 2002 r. został wybudowany czynem społecznym przez mieszkańców wsi.

## Przyroda
Wieś położona jest między dwoma lasami, na jej terenie znajdują się dwa pomniki przyrody.

## Religia
Wierni kościoła rzymskokatolickiego należą do diecezji kieleckiej (parafia Goszcza).